# Maria Bielawska
Maria Bielawska (ur. 20 czerwca 1901 w Strzelcach Wielkich, pow. Brzesko, zm. 15 maja 1989 w Bochni) – polska nauczycielka, bibliotekarka.
W 1920 roku ukończyła Studium Nauczycielskie w Krakowie i podjęła pracę pedagogiczną. W latach 1930–1937 pracowała jako nauczycielka w Szczawnicy. W latach 1946–1978 kierowała Powiatową i Miejską Biblioteką Publiczną w Bochni. Była jej organizatorem i twórcą sieci filii i punktów bibliotecznych w regionie. Stała się inicjatorką wielu akcji edukacyjnych i społecznych. Dzięki jej działaniom i nowatorskim projektom w latach 1957–1964 Ministerstwo Kultury i Sztuki przyznało Powiatowej i Miejskiej Bibliotece Publicznej w Bochni status eksperymentalnej w skali kraju placówki „Biblioteka – Dom Kultury”. Jako pierwsza w Polsce upowszechniała książkę wykorzystując od roku 1960 w tym celu bibliobus.
Została pochowana w Alei Zasłużonych (kwatera XXIV b) Cmentarza Komunalnego przy ul. Orackiej w Bochni.

## Edukacja i praca w oświacie
Maria Bielawska urodziła się 20 czerwca 1901 r. w Strzelcach Wielkich w powiecie brzeskim w ubogiej wielodzietnej rodzinie Andrzeja i Anny Oleksych. Przez cztery lata uczęszczała tam do czteroklasowej szkoły powszechnej. Później uczyła się w Prywatnym Seminarium Nauczycielskim w Bochni, a następnie w krakowskim Seminarium Nauczycielskim Św. Rodziny, gdzie w 1920 r. zdała maturę. Po ukończeniu szkoły uczyła kolejno: w rodzinnych Strzelcach, w Tymowej (1922–1928), Wilamowicach (1928–1930), Szczawnicy (1930–1937), następnie w Mikluszowicach, Rzezawie i Bochni. Za każdym razem angażowała się w działalność Towarzystwa Szkoły Ludowej, które zakładało wypożyczalnie i czytelnie książek. W 1924 r. złożyła egzamin kwalifikacyjny nauczycielski w Nowym Sączu, rok później zawarła związek małżeński z Ignacym Bielawskim – urzędnikiem pocztowym. W 1932 r. ukończyła w Krakowie Wyższy Kurs Nauczycielski z zakresu wiedzy humanistycznej.
Sześć lat spędziła w Szczawnicy. Jej sposób myślenia oraz metody pracy pedagogicznej i społecznej opisał Jan Wiktor w powieści Orka na ugorze. O jej działalności w Szczawnicy pisał także Janusz Sondel w Pamiętnikach przedwojennego instruktora rolnego. W Szczawnicy Maria Bielawska rozpoczęła organizowanie czytelnictwa i klubów dyskusyjnych. Na bocheńszczyznę powróciła w 1938 r. Objęła posadę nauczycielki w Mikluszowicach, a następnie w Rzezawie i Bochni. Zaangażowała się w działalność bocheńskiego Koła Towarzystwa Szkoły Ludowej, kierowanego przez Emila Języka, i w prowadzenie biblioteki.
W czasie okupacji hitlerowskiej była świadkiem próby niszczenia i ratowania bocheńskich księgozbiorów, włączyła się wówczas w tajne nauczanie. Wiosną 1945 r. została sekretarzem komitetu redakcyjnego przy Inspektoracie Szkolnym. Rozpoczęła pracę w komitecie wydającym druki do nauki czytania – „Czytajmy” i „Czytajcie”. Następnie znalazła się w grupie nauczycielek skierowanych na pierwszy kurs bibliotekarski w Kórniku.

## Powiatowa i Miejska Biblioteka Publiczna w Bochni
1 kwietnia 1946 r. Maria Bielawska została powołana na stanowisko kierowniczki Powiatowej Biblioteki Publicznej w Bochni. W tym czasie ukończyła pierwszy kurs bibliotekarski w Kórniku. W 1957 r. Ministerstwo Kultury i Sztuki przyznało jej kwalifikacje zawodowe równoznaczne z ukończonymi studiami wyższymi w zakresie bibliotekoznawstwa. Wkrótce też dawny budynek szpitala – przytułku dla ubogich św. Macieja przy ul. Mickiewicza 5 w Bochni – zaadaptowała dla potrzeb biblioteki. Uruchomiła 154 punkty biblioteczne w miejscowościach powiatu bocheńskiego. W Bochni (obok istniejącej od 1946 roku wypożyczalni) w 1951 roku otwarto czytelnię wzorowaną na doświadczeniach duńskich.
Wyrazem uznania dla zakresu pracy biblioteki była zgoda Ministra Kultury na utworzenie eksperymentalnej placówki Biblioteki – Domu Kultury, która funkcjonowała w Bochni w latach 1957–1964. Systematycznie odbywały się tu spotkania literackie, prelekcje popularnonaukowe i dyskusje. W bibliotece powstał Klub Czytelnika. Działalność biblioteki coraz częściej wywoływała zainteresowanie ówczesnych mediów. Do Bochni przyjeżdżali dziennikarze, pisarze i filmowcy. Tu powstał film o pracy pierwszego w Polsce Bibliobusa. Napisano o niej ponad setkę artykułów i reportaży. Biblioteka w Bochni stała się ważną placówką kulturalną i edukacyjną, miejscem spotkań zespołów zainteresowań, kursów języków obcych i uzupełniających z zakresu literatury, stwarzano okazję do uzyskania porady psychologicznej lub medycznej.
W wyremontowanym budynku nowej biblioteki Bielawska urządziła izbę pamięci, gdzie zgromadziła pamiątki (meble, obrazy, grafiki, fotografie, książki) po patronie biblioteki, Janie Wiktorze.
Bielawska opiekowała się całą siecią bibliotek powiatu bocheńskiego. W 1974 roku sieć tę tworzyło 38 bibliotek w tym 2 miejskie i 122 punkty biblioteczne. Wraz ze wzrostem liczby mieszkańców sieć placówek bibliotecznych w mieście rozrosła się do czterech filii. Maria Bielawska stała się pomysłodawcą utworzenia filii zlokalizowanej w bocheńskim Szpitalu Rejonowym i wprowadzenia programu kulturalnego dla chorych dzieci oraz rozpoczęła realizację zadań zmierzających do jej późniejszego powstania i.
Bocheńską bibliotekę odwiedzali artyści tacy jak: Melchior Wańkowicz, Halina Czerny-Stefańska, Jerzy Katlewicz, J.P. Gawlik. W latach młodzieńczych redagowali tu swój młodzieńczy tomik I. Iredyński, B. Loebl. O. Smoleński, M. Łopatkowa. Wraz z Bielawską życie kulturalne miasta tworzyło grono ludzi działających na polu kultury, a związanych z biblioteką: malarz Józef Stanisław Broszkiewicz, Wacław Muszyński, Ludwik Goslar, Stanisław Jakubczyński, Józef Rojkowski, Anna Kaczmarczykowa, Stanisław Fischer, Stanisława i Józef Czerwcowie, Sieczkowie, Stanisław Ferenc, Wiesława Kotowa, Walerian Kasprzyk i wielu innych.
Bocheńska Biblioteka jako pierwsza w kraju posiadała Bibliobus, dzięki któremu dostarczano książki do najdalszych zakątków powiatu bocheńskiego. Był to obraz kolorowego domku – autobusu, który wyposażony we wszystkie nowoczesne techniczne urządzenia, miał nie tylko jechać w tzw. teren z książką, ale z piosenką, słuchowiskiem, z taśmą magnetofonową do nagrywania ludowych piosenek, opowiadań itp. Maria Bielawska utworzyła w bibliotece dział „książek mówionych”, gromadzący i udostępniający nagrane na kasetach powieści.
Prowadziła kursy i szkolenia dla kierowników bibliotek powiatowych (m.in. w Kórniku). Jest autorką 57 artykułów i 2 tomów rękopiśmiennej „Księgi wspomnień”, opartej na prowadzonych przez lata Kronikach bibliotecznych. Jak podkreśla profesor Jacek Wojciechowski: Biblioteka w Bochni, kierowana niegdyś przez Marię Bielawską, osobę mądrą i energiczną, biła wszelkie rekordy używalności i programowego bogactwa.
Działalność Biblioteki na stałe wpisała się w historię i pejzaż kulturowy regionu, często będąc doceniana i wyróżniana głównie przez Bibliotekę Wojewódzką i lokalne władze. W 2001 roku pracę instytucji wysoko ocenił i nagrodził Zarząd Główny Stowarzyszenia Bibliotekarzy Polskich przez nadanie Medalu Bibliotheca Magna Perennisque. W czasie uroczystości podkreślano zasługi Marii Bielawskiej oraz jej następczyń kontynuujących dalszy rozwój tej niekonwencjonalnej instytucji kultury.

## Pedagogika społeczna
Była pierwszą przewodniczącą Okręgu tarnowskiego Stowarzyszenia Bibliotekarzy Polskich. Stowarzyszenie przyznało jej nagrodę im. Heleny Radlińskiej oraz Honorowe Członkostwo i złotą odznakę SBP.
Propagowała model biblioteki „otwartej”, placówki, która jest pośrednikiem, głosem i ambasadorem szeroko pojętej kultury. Jedną z jej inicjatyw było założenie Spółdzielni Mieszkaniowej w Bochni, której przez 12 lat społecznie prezesowała. Zorganizowała także akcję „Okulary”, w ramach której specjalny autobus zawoził potrzebujące i chętne osoby do umówionego wcześniej okulisty.
Osiągnąwszy wiek emerytalny, zorganizowała zespół redakcyjny, który pod jej kierunkiem opracował dwa tomy „Księgi wspomnień” – dzieła opisującego liczne grono twórców kultury Ziemi Bocheńskiej: od Ludwika Stasiaka po skromnych wiejskich bibliotekarzy.

## Odznaczenia
Została odznaczona między innymi: Orderem Sztandaru Pracy II Klasy, została także uhonorowana Krzyżem Kawalerskim Orderu Odrodzenia Polski. Jako członek honorowy Stowarzyszenia Bibliotekarzy Polskich otrzymała nagrodę im. H. Radlińskiej II stopnia (zob. Helena Radlińska). Za wybitne zasługi w działalności artystycznej i naukowej oraz w upowszechnianiu kultury otrzymała tytuł honorowy: Zasłużony dla Kultury Narodowej (1986).

## Ulica im. Marii Bielawskiej
W roku 2001, w którym przypadła setna rocznica jej urodzin, decyzją radnych miasta w czerwcu tego roku ulica Ścieżka łącząca ulice Konstytucji 3 Maja i Kolejową otrzymała imię Marii Bielawskiej.
W Parku Rodzinnym Uzbornia w sobotnie popołudnie 9 maja 2015 r. uroczyście odsłonięto ławeczkę z regałem bookcrossingowym im. Marii Bielawskiej – ławeczkę-pomnik, który będzie służył mieszkańcom miasta Bochnia. (20)